# Vickers Valetta

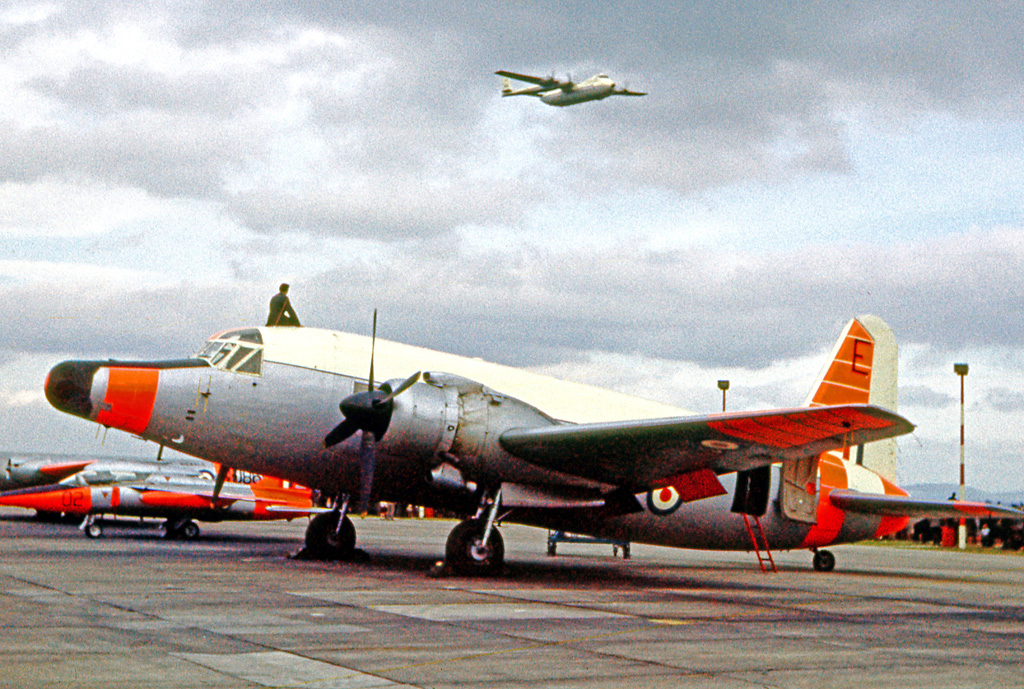
Valetta T.4

Vickers Valetta – brytyjski wojskowy samolot transportowy produkowany w latach 1948–1951. Napędzany dwoma silnikami tłokowymi. Stanowił wojskową odmianę samolotu Vickers Viking.

## Historia
Samolot Valetta był wojskową odmianą cywilnego samolotu pasażerskiego Vickers Viking, opracowanego pod koniec II wojny światowej i oblatanego 22 czerwca 1945 roku, w którego konstrukcji wykorzystywano doświadczenia i podzespoły z bombowców Vickers Wellington i Vickers Warwick. Konstrukcja płatowca wykorzystywała w pierwszej wersji Viking Mk IA metalową kratownicę geodetyczną pokrytą płótnem (jak we wspomnianych bombowcach), lecz następnie w wersji Mk I wprowadzono skrzydła i usterzenie półskorupowe. Wyprodukowano też dla wojska odmianę Viking Mk 2 do przewozu VIP-ów.
W 1946 roku brytyjskie lotnictwo wydało specyfikację nr C.9/46 na opracowanie na bazie Vikinga samolotu transportowego. Jako prototyp posłużył zmodyfikowany 158. egzemplarz Vikinga (numer VL249), który został oblatany 30 czerwca 1947 roku. Główne zmiany obejmowały wzmocnienie podłogi i podwozia oraz wprowadzenie dużych drzwi ładunkowych po lewej stronie kadłuba. Zastosowano też mocniejsze silniki gwiazdowe Bristol Hercules 230 o mocy 2000 KM. Załoga obejmowała cztery osoby (dwóch pilotów, radiooperatora i nawigatora). Samolot mógł przewozić 36 żołnierzy z wyposażeniem albo 20 spadochroniarzy i 9 zrzucanych zasobników z ich sprzętem. Szerokie boczne drzwi ładunkowe o wymiarach 2,6 × 1,73 m umożliwiały transport 4 ton ładunku, w tym, przy użyciu zewnętrznych ramp: dział, samochodów terenowych lub odpowiednio obniżonych ciężarówek. Można było także holować szybowce transportowe.
Podstawowa wersja transportowa została oznaczona C Mk 1 (C.1) i zbudowano jej 190 sztuk. Pierwszy samolot seryjny oblatano 28 stycznia 1948 roku. Powstało także 21 samolotów C Mk 2 do transportu VIP (9 do 15 pasażerów). Wersja ta miała także dalszy zasięg dzięki dodatkowemu zbiornikowi paliwa (527 l / 116 galonów). 31 sierpnia 1950 roku oblatano wersję szkolną T Mk 3, przeznaczoną przede wszystkim do szkolenia nawigatorów, wyposażoną w 5 kopułek astronawigacyjnych – zbudowano jej 41 sztuk. 16 z nich przebudowano następnie na wersję T Mk 4, z przedłużonym nosem kadłuba mieszczącym radar (przez firmę Marshall z Cambridge). 

## Wersje
- C Mk 1 – podstawowa wersja transportowa (190 sztuk)[3]
- C Mk 2 – wersja do transportu VIP (21 sztuk)[3]
- T Mk 3 – wersja szkolna do szkolenia nawigatorów (41 sztuk)[3]
- T Mk 4 – wersja szkolna dla operatorów radaru (16 przebudowanych z T Mk 3)[3]

## Służba
Samoloty Valetta weszły na wyposażenie brytyjskiego lotnictwa transportowego (RAF Transport Command) od maja 1949 roku, poczynając od 204. Dywizjonu w Kabrit w Egipcie, zastępując samoloty Douglas Dakota. Ostatnie samoloty dostarczono w 1951 roku. Po raz pierwszy użyte były bojowo podczas walk z partyzantką na Malajach, zrzucając zaopatrzenie dla brytyjskich oddziałów w dżungli (dywizjony 48, 52 i 110). Znane były pod przezwiskiem pig (świnia) z powodu pękatego kadłuba. Od 1957 roku zastępowano je przez samoloty Blackburn Beverly, a następnie Handley Page Hastings. Z ostatniego 84. Dywizjonu wycofano je w sierpniu 1960 roku.
Samoloty szkolne T Mk 3 używane były w pięciu Szkołach Nawigacji Lotniczej (ANS) i Royal Air Force College w Cranwell. Wersja T Mk 4 używana była w dwóch ANS i w 228. Jednostce Konwersji Operacyjnej (228 OCU).